# Here, There and Everywhere
Here, There and Everywhere (englisch für „Hier, dort und überall“) ist ein von Paul McCartney komponiertes Lied, das auf dem Album Revolver der Band The Beatles im Jahr 1966 erstveröffentlicht wurde. Dort ist es zwischen den Stücken Love You To (von George Harrison) und Yellow Submarine zu finden. Das Lied erschien unter dem zu Beatles-Zeiten üblichen Copyright Lennon/McCartney

## Hintergrund
Paul McCartney wurde durch den von den Beatles-Songs auf dem Album Rubber Soul inspirierten und von Brian Wilson komponierten Titel God Only Knows auf dem Album Pet Sounds der Band The Beach Boys beeinflusst und schrieb das Lied Here, There and Everywhere, während er an John Lennons Swimmingpool in Weybridge entspannte. Er bezeichnete es später als eines seiner „liebsten Stücke“. McCartney versuchte bei dem Text, die Strophen mit den Worten „here“, „there“ und „everywhere“ beginnen zu lassen. Das Intro (“To lead a better life…”) nimmt die harmonischen Wechsel des Lieds vorweg.
McCartney sagte dazu: "Ich saß mit meiner Gitarre am Pool auf einem der Liegestühle und fing an, in E zu schlagen, und bald hatte ich ein paar Akkorde, und ich glaube, als er aufwachte, hatte ich den Song so ziemlich geschrieben, also nahmen wir ihn mit nach drinnen und beendeten ihn."
Das Stück gehört zu McCartneys Lieblingsstücken. Auch Lennon nannte es in seinem Interview mit dem Magazin Playboy als eines seiner Favoriten.

## Die Aufnahme
Die Aufnahmen für das Lied fanden am 14., 16. und 17. Juni 1966 in den Abbey Road Studios in London statt. Verantwortlicher Produzent war George Martin, erster Toningenieur war Geoff Emerick. Besondere Aufmerksamkeit galt dem dreistimmigen Harmoniegesang und der Aufnahme von McCartneys Bassbegleitung. Für letztere wurde extra eine Aufnahmespur freigehalten, damit McCartney in mehreren Overdubsitzungen seine Basslinie entwickeln konnte.
Die Monoabmischung und die Stereoabmischung erfolgten am 21. Juni 1966. Die Monoversion von Here, There and Everywhere hat eine andere Abmischung des Hintergrundgesangs im Vergleich zur Stereoversion.

## Musiker
- John Lennon: Hintergrundgesang, Fingerschnippen
- Paul McCartney: E-Bass, Gesang, Rhythmusgitarre, Hintergrundgesang, Fingerschnippen
- George Harrison: 12-saitige Gitarre, Hintergrundgesang, Fingerschnippen
- Ringo Starr: Schlagzeug

## Veröffentlichungen
- Am 28. Juli 1966 erschien in Deutschland das elfte Beatles-Album Revolver, auf dem Here, There and Everywhere enthalten ist. In Großbritannien wurde das Album erst am 5. August 1966 veröffentlicht, dort war es das siebte Beatles-Album.
- In den USA wurde Here, There and Everywhere auf dem dortigen 13. Album Revolver (US-Version) am 5. August 1966 veröffentlicht.
- Am 4. März 1996 erschien die EP/Maxisingle Real Love, die unter anderen Here, There and Everywhere enthält. Bei dieser Version handelt es sich um eine neue Abmischung, das Lied beginnt mit einer Monoversion von Take 7 (siebter Aufnahmeversuch), bei dem McCartney allein singt; das Lied endet mit Take 13, bei dem der 1995 neu abgemischte Harmoniegesang darübergemischt wurde.
- Am 28. Oktober 2022 erschien die Jubiläumsausgabe des von Giles Martin und Sam Okell neuabgemischten Albums Revolver (Super Deluxe Box), auf dieser befinden sich, neben der Monoversion, die Version Take 6. Für Here, There and Everywhere wurde 2022 ein Musikvideo hergestellt.[9]
- Am 10. November 2023 wurde das Kompilationsalbum 1962–1966 erneut wiederveröffentlicht. Auf diesem befindet sich erstmals Here, There and Everywhere, hier in der von Giles Martin und Sam Okell 2022 neu abgemischten Version.

## Auszeichnungen für Musikverkäufe
| Land/Region                  | Auszeichnungen für Musikverkäufe (Land/Region, Auszeichnung, Verkäufe) | Verkäufe |
| ---------------------------- | ---------------------------------------------------------------------- | -------- |
| Vereinigtes Königreich (BPI) | Silber                                                                 | 200.000  |
| Insgesamt                    | 1× Silber ·                                                            | 200.000  |

Hauptartikel: The Beatles/Auszeichnungen für Musikverkäufe

## Coverversionen
Der Titel wurde unter anderem von Emmylou Harris gecovert, die damit im März 1976 ihren einzigen Hit in den britischen Singles-Charts hatte (Platz 30). Weitere Versionen des Liedes veröffentlichten Bobbie Gentry, Clay Aiken, Jose Feliciano, Kenny Loggins, The Flying Pickets, Céline Dion, Bonnie Herman und Perry Como. Paul McCartney selbst nahm 1984 eine neue Version seiner Komposition für das Soundtrackalbum Give My Regards to Broad Street auf.
Im Bereich des Jazz wurde der Titel 1967 von Charles Lloyd (Love-In) aufgenommen. Auf seinem Album Basie on the Beatles (1969) folgte ihm Count Basie. 1989 spielte George Benson Here, There and Everywhere (für sein Album Tenderly mit einer streicherunterstützten Einleitung) ein. 1993 sang Lina Nyberg, begleitet von Esbjörn Svensson, den McCartney-Song.
Insgesamt gibt es mehr als 500 Coverversionen von Here, There and Everywhere.